# FK Stroitěl Pripjať
FK Stroitěl Pripjať (rusky ФК «Строитель» Припять, ukrajinsky ФК «Будівельник» Прип'ять) byl ukrajinský fotbalový klub z Pripjatě v Kyjevské oblasti. Klub byl založen v 70. letech 20. století, jeho domácí půdou byl Stadion Avanhard (ukrajinsky Стадіон «Авангард»).

## Historie
Jméno klubu znamená v překladu stavitel. Byl založen v polovině 70. let minulého století a skládal se hlavně z hráčů z obce Čystohalivka, vzdálené 4 km jižně od Pripjatě. Začal se účastnit turnajů v roce 1981, kdy hrál v KFK soutěži Ukrajinské SSR, druhém stupni Sovětské amatérské fotbalové ligy a pátém stupni fotbalového ligového systému Sovětského svazu.
Když bylo město Pripjať po černobylské havárii v roce 1986 opuštěno, nově vzniklé město Slavutyč založené ke konci stejného roku, jej nahradilo. Klub se přestěhoval do Slavutyče a následně si změnil jméno na „FK Stroitěl Slavutyč“. Aktivita klubu byla ukončena po ukončení sezóny 1988.

## Umístění v jednotlivých sezonách
Zdroj: 
Legenda: Z – zápasy, V – výhry, R – remízy, P – porážky, VG – vstřelené góly, OG – obdržené góly, +/- – rozdíl skóre, B – body, červené podbarvení – sestup, zelené podbarvení – postup, fialové podbarvení – reorganizace, změna skupiny či soutěže
| Sovětský svaz (1981 – 1988) |                              |        |                                                           |                                                           |                                                           |                                                           |                                                           |                                                           |                                                           |                                                           |                                                           |                                                           |
| Sezóny                      | Liga                         | Úroveň | Z                                                         | V                                                         | R                                                         | P                                                         | VG                                                        | OG                                                        | +/-                                                       | B                                                         | Pozice                                                    |                                                           |
| 1981                        | KFK – Čempionat USSR, 3 zona | 4      | 20                                                        | 9                                                         | 7                                                         | 4                                                         | 21                                                        | 16                                                        | +5                                                        | 25                                                        | 5.                                                        |                                                           |
| 1982                        | KFK – Čempionat USSR, 3 zona | 4      | 14                                                        | 2                                                         | 4                                                         | 8                                                         | 6                                                         | 17                                                        | −11                                                       | 8                                                         | 8.                                                        |                                                           |
| 1983                        | KFK – Čempionat USSR, 3 zona | 4      | 14                                                        | 5                                                         | 3                                                         | 6                                                         | 15                                                        | 16                                                        | −1                                                        | 13                                                        | 6.                                                        |                                                           |
| 1984                        | KFK – Čempionat USSR, 3 zona | 4      | 14                                                        | 3                                                         | 4                                                         | 7                                                         | 16                                                        | 23                                                        | −7                                                        | 10                                                        | 6.                                                        |                                                           |
| 1985                        | KFK – Čempionat USSR, 3 zona | 4      | 14                                                        | 8                                                         | 4                                                         | 2                                                         | 35                                                        | 11                                                        | +24                                                       | 20                                                        | 2.                                                        |                                                           |
| 1986                        | KFK – Čempionat USSR, 3 zona | 4      | Klub se ze soutěže odhlásil z důvodu Černobylské havárie. | Klub se ze soutěže odhlásil z důvodu Černobylské havárie. | Klub se ze soutěže odhlásil z důvodu Černobylské havárie. | Klub se ze soutěže odhlásil z důvodu Černobylské havárie. | Klub se ze soutěže odhlásil z důvodu Černobylské havárie. | Klub se ze soutěže odhlásil z důvodu Černobylské havárie. | Klub se ze soutěže odhlásil z důvodu Černobylské havárie. | Klub se ze soutěže odhlásil z důvodu Černobylské havárie. | Klub se ze soutěže odhlásil z důvodu Černobylské havárie. | Klub se ze soutěže odhlásil z důvodu Černobylské havárie. |
| 1987                        | KFK – Čempionat USSR, 4 zona | 4      | 16                                                        | 9                                                         | 3                                                         | 4                                                         | 31                                                        | 20                                                        | +11                                                       | 21                                                        | 3.                                                        |                                                           |
| 1988                        | KFK – Čempionat USSR, 3 zona | 4      | 22                                                        | 7                                                         | 4                                                         | 11                                                        | 28                                                        | 36                                                        | −8                                                        | 18                                                        | 8.                                                        |                                                           |